# Dhivehi Rayyithunge Partij
De Dhivehi Rayyithunge Partij (DRP) is een autocratische politieke partij in de Maldiven. Op 2 juni 2005 stemden de Majils (het parlement van de Maldiven) er unaniem mee in dat politieke partijen zouden worden toegestaan. De huidige partijleider is de president Maumoon Abdul Gayoom.